# Comté de Brazeau
Pour les articles homonymes, voir Brazeau.
Le comté de Brazeau (anglais : Brazeau County) est un district municipal de 7201 habitants en 2011, situé dans la province d'Alberta, au Canada.

## Communautés et localités
Bourgs
- Drayton Valley

Villages
- Breton

Hameaux
- Alsike
- Buck Creek
- Cynthia
- Lodgepole
- Poplar Ridge
- Rocky Rapids
- Violet Grove

Localités
- Antross
- Beaver Estates
- Berrymoor
- Birch Field Estates
- Birchwood Village Greens
- Boggy Hall
- Brazeau Dam
- Carnwood
- Cottonwood Subdivision
- Country Classic Estates
- Country Style Trailer Court
- Easyford
- Fairway Meadows
- Lindale
- Meadow Land Acres
- Parview Estates
- Pembina
- Pleasant View
- Rex Block
- River Ridge Subdivision
- Round Valley
- Valley Drive
- Valley Drive Acres
- West Bank Acres

## Démographie
| 2001  | 2006  | 2011  | 2016  |
| ----- | ----- | ----- | ----- |
| 6 606 | 7 040 | 7 132 | 7 771 |